# Proagonistes pliomelas
Proagonistes pliomelas là một loài ruồi trong họ Asilidae. Proagonistes pliomelas được Speiser miêu tả năm 1907. Loài này phân bố ở vùng nhiệt đới châu Phi.